# Barwad, Chikodi
Barwad là một làng thuộc tehsil Chikodi, huyện Belgaum, bang Karnataka, Ấn Độ.